# Нуме (Норвегия)
Нуме (норв. Nome) — коммуна в губернии Телемарк в Норвегии. Административный центр коммуны — город Улефосс. Официальный язык коммуны — нейтральный. Население коммуны на 2007 год составляло 6601 чел. Площадь коммуны Нуме — 429,67 км², код-идентификатор — 0819.

## История населения коммуны
Население коммуны за последние 60 лет.

Статистика коммуны Нуме